# Messier 99
Messier 99 (M99 ili NGC 4254) je spiralna galaksija u zviježđu Berenikina kosa. Otkrio ju je Pierre Méchain 17. ožujka 1781. godine. Charles Messier unio je galaksiju u svoj katalog 13. travnja iste godine.
M99 je bila jedna od prvih galaktika kod koje je Lord Rosse uočio spiralnu strukturu 1850. godine.
U ovoj se galaktici nalaze četiri supernove.

## Svojstva
M99 nalazi se na udaljenosti od 60 milijuna svjetlosnih godina. Prividni promjer galaktike je 5' što odgovara stvarnom promjeru od 88.000 svjetlosnih godina. Galaksija je svojim dimenzijama oko 10% manja od naše Kumovske slame (Mliječne staze). 
Morfologija galaktike je uobičajena za spiralne galaksije. Jedini izuzetak je jedan spiralni krak koji je poprilično odvojen od ostalih. Uzrok toj posebnosti je tamna galaktika nazvana VIRGOHI21. VIRGOHI21 je golemi oblak vodika koji ne sadrži ni jednu zvijezdu. Galaksije M99 trenutno prolazi pokraj VIRGOHI21 i doživljava interakciju s njom. Nakon što se M99 udalji od VIRGOHI21 izdvojeni spiralni krak će se vratiti u normalan položaj.
Premda nije svrstana u zvjezdorodne galaktike, u M99 je aktivnost nastajanja zvijezda triput veća nego kod drugih galaktika slične razredbe po Hubbleu koja je možda također izazvana tim susretom.
U galaksiji je 26. siječnja 2014. godine uočena supernova SN 2014L. Radi se o supernovi tip 1c koja je dosegnula sjaj magnitude 15.

## Amaterska promatranja
U amaterskom teleskopu od 200 mm M99 nije osobito impresivna galaksija. U takvom teleskopu moguće je uočiti oblik galaktike i sjajniju središnju regiju. Njen prividni sjaj je magnitude + 10,4 .

## Vanjske poveznice
- (eng.) SEDS: NGC 4254
- (eng.) Revidirani Novi opći katalog
- (eng.) Izvangalaktička baza podataka NASA-e i IPAC-a
- (eng.) Astronomska baza podataka SIMBAD
- (eng.) VizieR